# Skibsagent
En skibsagent er en mægler som formidler forbindelse mellem ledig skibskapacitet og fragtopgaver. En befragter ekspederer fragtgods, mens skibsagenten har som hovedopgave at være brobygger mellem den ledige fragtkapacitet og fragtopgaverne.
Skibsagenter kan også operere som reder ved at chartre skibe og operere dem driftsmæssig. Dette indebærer at de fungerer som agent med hovedvægt på den driftsmæssige disposition af skibet, mens rederiet driver skibet operationelt.
| Job | Spire Denne artikel om et job eller en stillingsbetegnelse er en spire som bør udbygges. Du er velkommen til at hjælpe Wikipedia ved at udvide den. |